# Mayotte
Mayotte er en ø og et fransk oversøisk departement (DOM) i den nordlige ende af Mozambiquekanalen i det Indiske Ocean mellem det nordlige Madagaskar og det nordlige Mozambique nær øgruppen Comorerne som den tidligere var medlem af. Øen er 34 km lang og har et areal på 375 km². I 2024 var indbyggertallet på ca. 326,505. Øens hovedstad hedder Mamoudzou. Tidligere (frem til 1977) var byen Dzaoudzi hovedstad.

## Geologi
Mayotte er ligesom de nærtliggende Comorerne en vulkanø. Den rejser sig stejlt fra havet til en største højde over havet på ca. 660 m ved Mont Bénara. Der er to vulkanske centrer, Pic Chongui på 594 m mod syd og Mont M'Tsapéré på 572 m mod nord. Mont Bénara ligger mellem disse to.
Der har været 1.800 jordskælv over 3,5 på richterskalaen i området omkring øen fra maj 2018 til maj 2019 og et antal såkaldte tremors som er en konstant lavfrekvent støj fra undergrunden, som har varet i op til 20 minutter og har kunnet måles i hele verden. Der er en teori om at rystelserne skyldes at en ny undersøisk vulkan er brudt gennem havbunden på 3,5 km's dybde 50 km fra Mayotte. Vulkanen er 800 m høj og fire-fem km i diameter. Samtidig er det målt at Mayotte er sunket næsten 10 cm og rykket ca. 15 centimeter mod øst.

## Historie

### Begyndelsen
Mayottes historie bærer præg af, at mange civilisationer har krydset hinanden her. Arkæologiske fund har vist at stedet har været beboet siden det 9. århundrede. Indtil det 13. århundrede skete der en stor udvikling i handlen med de andre øer i Mozambique-kanalen og med Madagaskar og Afrika.

### Europæisk indtog
Europæerne opdagede øen i det 15. århundrede i deres søgen efter nye veje til Indien og efterhånden udviklede øerne sig til et provianteringssted. I slutningen af det 18. århundrede blev Mayotte udsat for flere plyndringstogter af folk fra Madagascar, der kom for at indfange slaver til den indbringende slavehandel. Frankrigs interesser på Mayotte, tog sin begyndelse i 1841, da sultan Andriantsouli, der regerede over Mayotte, søgte støtte fra en fremmed magt, da han var træt af stridighederne mellem sultanerne af Cormorerne. Efter at Frankrig under Napoleon havde tabt Île Maurice til englænderne, købte man Mayotte. Under det andet kejserrige, blev Mayotte omdannet til en plantageøkonomi og man så en større indvandringsbølge.

### Udvikling i status under fransk herredømme
Protektoratet udvidedes i 1886 til også, at omfatte de tre øer i Comorerne og det hele blev lagt ind under guvernøren i Mayotte indtil 1912 hvor det hele blev omdannet til en provins i kolonien Madagascar og afhængige områder. Området bibeholdt denne status indtil 1946, hvor det blev et Territoire d'Outre Mer (TOM). I årene 1956-57 gav man området flere frihedsrettigheder, som på sigt skulle føre frem til uafhængighed. Man spurgte befolkningen i slutningen af 1974 og beslutningen om løsrivelse blev taget ø for ø, 63,8% af beboerne på Mayotte stemte nej til uafhængighed. Befolkningen på Mayotte blev spurgt igen i 1976, men et flertal stemte nej igen, hvorefter Mayotte fik status af Collectivité Territoriale med rettigheder som et departement. Tilhørsforholdet til republikken blev bekræftet ved en lov af 22. december 1979, hvor det blev præciseret at "øen Mayotte er en del af den franske republik og kan kun løsrives ved befolkningens tilslutning".
Den franske fremmedlegion har et detachement udstationeret på Mayotte. Den vigtigste rolle i udstationeringen er at opretholde en fransk tilstedeværelse i regionen, så de franske styrker kan reagere hurtigt på begivenheder i det indiske ocean og på den afrikanske østkyst.

### Fransk departement
Efter en folkeafstemning 29. marts 2009, hvor 95,2% stemte for, blev det besluttet, at ophøje Mayottes status til et oversøisk departement, ændringen trådte i kraft 31. marts 2011.